# Helene Sperber-Kolischer
Helene Sperber-Kolischer, född 15 december 1886 i Wien, Österrike, död 1 mars 1964 i Uppsala, var en österrikisk-svensk lärare, skulptör och keramiker.
Hon var dotter till med. dr. Wilhelm Sperber och Rudolfine Saborsky och gift med bibliotekarien Karl Arthur Kolischer. Hon studerade konst för Josef Heu och Gustav Gurschner i Wien samt keramik vid Pädagogisches Institut der Stadt Wien. Hon bosatte sig i Sverige 1939. Tillsammans med Gertrud Denker ställde hon ut på Smålands nation i Uppsala 1941 och hon medverkade i samlingsutställningar arrangerade av Uplands konstförening. Hennes konst består av religiösa motiv, porträtt och djurfigurer modellerade i lera eller vax.     